# Toyoda Sakichi

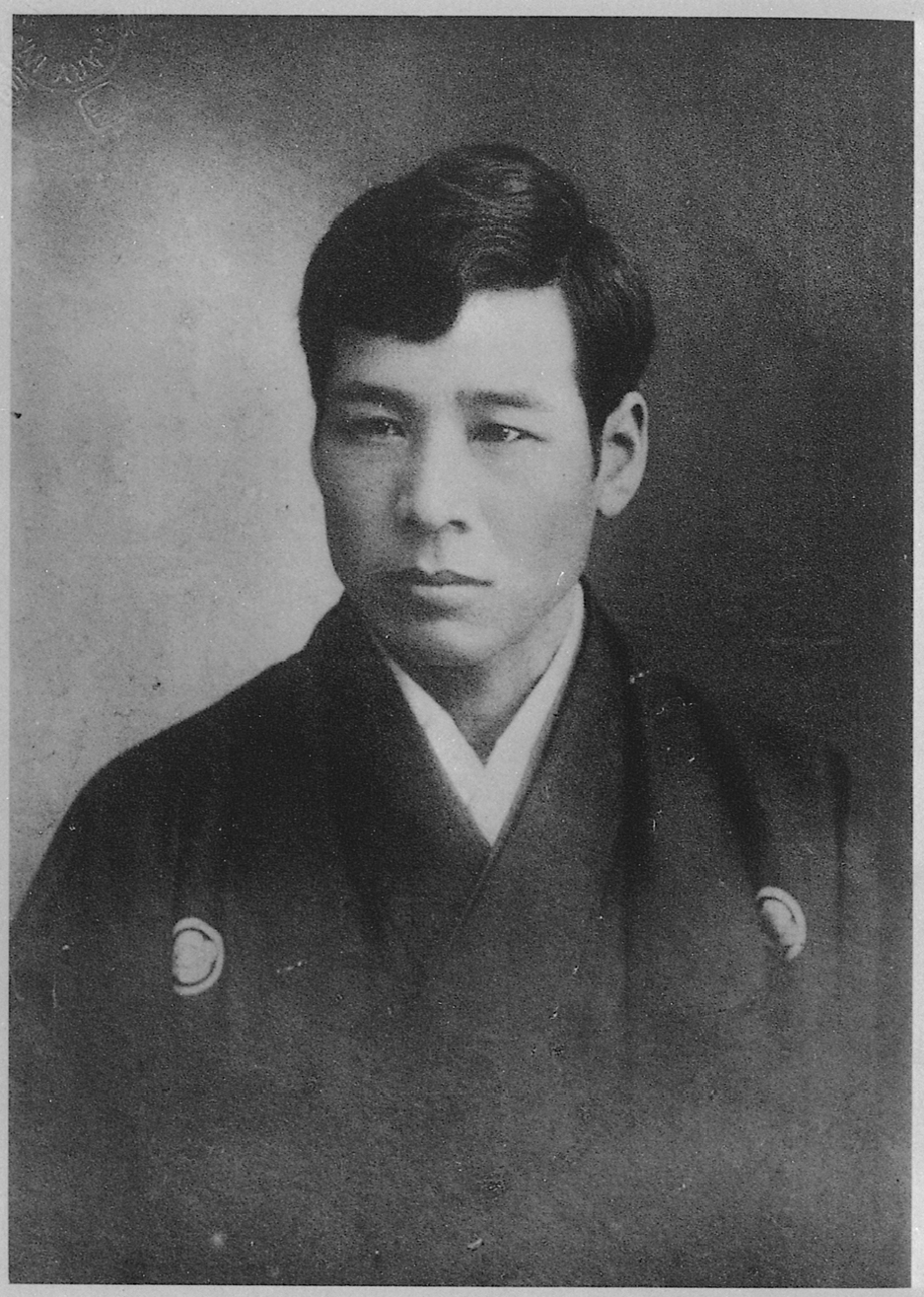
Toyoda Sakichi

Toyoda Sakichi (jap. 豊田 佐吉; * 19. März 1867 in Kosai; † 30. Oktober 1930), Sohn eines Zimmermanns, wird als der König der japanischen Erfinder bezeichnet. Er hat zahlreiche Verbesserungen für Webstühle erfunden und ist der Gründer der Toyota Industries Corporation, Ltd.

## Leben und Wirken
Toyodas wohl größte Erfindung war der automatisierte Leistungswebstuhl, in den er das Prinzip des Jidōka (autonome Automatisierung) implementierte. Das Prinzip des Jidōka bedeutet, dass sich eine Maschine bei einem Problem automatisch selbst anhält, was später zu einem Teil des Produktionssystems von Toyota wurde. Er entwickelte das Konzept der 5 Warum: Wenn ein Problem auftritt, frage fünfmal warum, um die Ursache des Problems herauszufinden. Dann ändere den Produktionsablauf so, dass das Problem nicht mehr auftreten kann. Dieses Konzept ist heute Teil der 6-Sigma-Methode zur Problemlösung, Qualitätsverbesserung und Kostensenkung.
Er hatte zwei jüngere Brüder, Toyoda Sasuke und Toyoda Heikichi (1875–1954), den Vater von Toyoda Eiji.
Toyoda Sakichi ist Vater eines Sohnes (Toyoda Kiichirō (1895–1952), Gründer der Toyota Motor Corporation) und einer Tochter, Toyoda Aiko. Ihm wurde der Orden Das Blaue Band und der Verdienstorden dritter Klasse verliehen. Er wird auch als Vater der industriellen Revolution in Japan bezeichnet.